# Grant megye (Dél-Dakota)
Grant megye az Amerikai Egyesült Államokban, azon belül Dél-Dakota államban található. Megyeszékhelye és legnagyobb városa Milbank. Lakosainak száma 7556 fő (2020. április 1.). Grant megye Roberts, Big Stone, Lac qui Parle, Deuel, Codington és Day megyékkel határos.

## Népesség
A megye népességének változása:
| Lakosok száma | 7348 | 7256 | 7281 | 7281 | 7142 | 7556 |
|               | 2010 | 2011 | 2012 | 2013 | 2015 | 2020 |